# Walembert z Cambrai
Blahoslavený Walembert z Cambrai či Garembert (1084 Wulpen, Vlámsko – 31. prosince 1141 Mont-Saint-Martin) byl vlámský mnich, poustevník a opat. Katolická církev ho uctívá jako blahoslaveného.

## Život
Narodil se roku 1084 ve Wulpenu. V mladí odešel studovat svobodná umění ke kanovníkům Sainte-Walpurga ve Veurne. Když mu bylo 22 let odjel do Cambrai, aby se zde naučil francouzsky. Po krátkém pobytu v Cambrai, začal pracovat v Saint-Quentin u starosty Oylarda. Poté si uvědomil, že jej přitahuje život poustevníka, proto získal povolení od biskupa Burcharda z Cambrai, aby mohl žít v poustevně v Bony.
Roku 1119 nechal postavit v Bony klášter a kostel zasvěcený Panně Marii a svatým Kassiánovy a Mikulášovy. Poté zde vznikl klášter ženský, který vedla jeho sestra Réginalde. Roku 1136 byl klášter přesunut do Mont-Saint-Martin, kde požádal o připojení k premonstrátům.
Zemřel 31. prosince 1141.
Nikdy nebyl oficiálně blahořečen, je uctíván jako blahoslavený "vox populi".